# Autódromo Termas de Río Hondo
O Autódromo Termas de Río Hondo é um autódromo localizado na cidade de Termas de Río Hondo, na província de Santiago del Estero, na Argentina.
O autódromo teve sua construção inciada em 2007, e foi finalizado em maio de 2008. A pista recebe as principais categorias argentinas, entre elas a Turismo Carretera, a TC2000 e a Top Race, e após a reformulação do designer italiano Jarno Zaffelli, se tornou o anfitrião a partir de 2014 (era para ter sido em 2013 mas passou para o ano seguinte) do Grande Prêmio da Argentina da MotoGP.